# Equazione di Nernst-Planck
In elettromeccanica l'equazione di Nernst descrive la diffusione delle particelle attraverso una membrana selettiva immersa in un mezzo elettrolitico. La densità di corrente è funzione di un potenziale elettromeccanico scalare:
{\displaystyle {\vec {j}}=-k_{em}\nabla \phi _{em}}
Nell'ipotesi di linearità si possono sovrapporre la legge di Fick e la legge di Ohm:
{\displaystyle {\vec {j}}=-D_{m}\nabla \phi _{m}-\mu \phi _{m}\nabla \phi _{e}}
dove {\displaystyle D_{m}} è la diffusività massica della specie, {\displaystyle -\nabla \phi _{e}} il campo elettrostatico espresso come gradiente del potenziale elettrico, e {\displaystyle \mu } è la mobilità elettrica, rapporto tra conducibilità meccanica e carica elettrica totale delle particelle:
{\displaystyle \mu =qk_{m}}
se esprimiamo la diffusività massica secondo la relazione di Einstein-Smoluchowski:
{\displaystyle D_{m}=R\phi _{t}\mu }
dove R è la costante dei gas, φT è la temperatura assoluta, otteniamo:
{\displaystyle {\vec {j}}=-R\phi _{t}\mu \nabla \phi _{m}-\mu \phi _{m}\nabla \phi _{e}}
Possiamo ora raccogliere rispetto all'operatore differenziale ottenendo l'Equazione di Nernst Planck:
{\displaystyle {\vec {j}}=-{\frac {k\phi _{m}}{q}}\nabla (R\phi _{t}\ln \phi _{m}+\phi _{e})},
che definisce un potenziale elettromeccanico: {\displaystyle \phi _{em}=R\phi _{t}\ln \phi _{m}+\phi _{e}},
e una conducibilità elettromeccanica: {\displaystyle k_{em}={k_{m}\phi _{m} \over q}}.
Questa ha per definizione dimensione: {\displaystyle [k_{em}]=[L]^{-1}[T]^{-1}[A]^{-1}}